# 에틸수은
에틸수은은 에틸기로 만들어진 화합물이다. 메틸수은과 같이 수은과 메탄이 반응하여 만들어진 화합물이다.

## 설명
에틸수은은 수은(II) 중심에 결합 된 유기 CH3CH2- 종(에틸 그룹)으로 구성된 양이온으로, 유기 금속 양이온의 일종으로 만들고 화학식 C2H5Hg+를 가진다. 에틸수은의 주요한 공급원은 티오메르살이다. 에틸수은(C2H5Hg +)은 화합물의 치환 제이다. 화학식 C2H5HgX의 화합물의 성분으로 발생하며 여기서 X = 염소 화합물, 싸이올 또는 다른 유기 그룹이다. 이중에서 가장 유명한 것은 X = 티메메르살과 같이 싸이오살리실산의 화합물이다. 체내에서 에틸수은은 수은에 티올레이트가 부착된 유도체로 가장 일반적으로 접하게 된다. 이러한 화합물에서 Hg(II)는 선형 또는 때로는 삼각 배위 기하학을 갖는다. 수은과 탄소의 유사한 전기 음성도를 감안할 때 수은-탄소 결합은 공유 결합으로 설명된다.

## 같이 보기
- 메틸수은
- 수은
- 화합물